# Елизабет, принцеса на Вид
Елизабет Паулина Отилия Луиза фон Вид (на немски: Elisabeth Pauline Ottilie Luise zu Wied; * 29 декември 1843, дворец Монрепос при Нойвид на Рейн; † 2 март 1916, Букурещ) е принцеса от Вид и чрез женитба румънска кралица (1881 – 1914), съпруга на крал Карол I.
Широко известна е с литературния си псевдоним Кармен Силва (Carmen Sylva). Авторка е на стихове, повести и трагедията „Майстор Манол“ (1892). Направила е много, за да запознае Европа с младата румънска поезия. В самата Румъния развива активна дейност в областта на образованието. Спомага за откриването на много училища, преди всичко с музикална и художествена насоченост.

## Биография
Тя е дъщеря на княз Херман фон Вид (1814 – 1864) и Мария принцеса фон Насау-Вайлбург (1825 – 1902), дъщеря на херцог Вилхелм I фон Насау (1792 – 1839) и Луиза фон Саксония-Хилдбургхаузен. Тя е леля на Вилхелм фон Вид (крал на Албания през 1914). Още като малка тя пише стихотворения, взема уроци по музика при Клара Шуман.
На 15 ноември 1869 г. тя се омъжва в Нойвид за крал Карол I (1839 – 1914) от Румъния от династията Хоенцолерн-Зигмаринген.
В края на живота си се оттегля в замъка „Пелеш“, където се обгражда с хора на изкуството. Умира по време на германската окупация на Румъния (1916 – 1918). Първоначално смъртта ѝ се обявява като самоубийство, но впоследствие тази теория е опровергана.
- Кралица Елизабет
- ок. 1890